# Karl-Heinz Breier
Karl-Heinz Breier (* 1957) ist ein deutscher  Politikwissenschaftler und Hochschullehrer für Politikwissenschaft.
Breier absolvierte ein Studium der Politikwissenschaft, Pädagogik und Philosophie in München und Augsburg. Er war Stipendiat der Friedrich-Naumann-Stiftung und von 1987 bis 1994 Wissenschaftlicher Mitarbeiter im Fach Politikwissenschaft an der Universität der Bundeswehr Hamburg. 1992 wurde er an dieser Hochschule mit einer Arbeit über Hannah Arendt promoviert. Von 1995 bis 2002 war er zunächst Mitarbeiter an der Technischen Universität München und dann Assistent an der Christian-Albrechts-Universität zu Kiel, wo er sich im Fachgebiet Politische Bildung und Politische Ideenlehre habilitierte. Seine Habilitationsschrift über Leitbilder der Freiheit wurde 2001 mit dem Wolf-Erich-Kellner-Preis ausgezeichnet. Von 2002 bis 2004 war er Privatdozent und Wissenschaftlicher Oberassistent für Wirtschaft/Politik und ihre Didaktik in Kiel. Zwischen 2002 und 2006 vertrat er Professuren an den Universitäten Kiel, Bonn und Erfurt. Ab 2007 verwaltete er die Professur für Politikwissenschaft und ihre Didaktik an der Hochschule Vechta. Seit 2009 ist er als Professor für Didaktik der Sozialwissenschaften, Schwerpunkt Politische Bildung, an der Universität Vechta tätig.

## Veröffentlichungen
- Hannah Arendt im Gepäck. Sieben Wege zum Politischen. Wochenschau Verlag, Frankfurt/M. 2024, ISBN 978-3-7344-1639-2.

- (mit Martin Schwarz, Peter Nitschke): Grundbegriffe der Politik. 33 zentrale Politikbegriffe zum Einstieg, 2. Aufl., Nomos Verlag, Baden-Baden 2017, ISBN 978-3-8487-4197-7.
- (Hrsg. mit Alexander Gantschow): Vom Ethos der Freiheit zur Ordnung der Freiheit. Staatlichkeit bei Karl Jaspers, Nomos Verlag, Baden-Baden 2017.
- (mit Alexander Gantschow): Politische Existenz und republikanische Ordnung. Zum Staatsverständnis von Hannah Arendt, Nomos Verlag, Baden-Baden 2012.
- Hannah Arendt interkulturell gelesen (IKB Band 75), Verlag Traugott Bautz, Nordhausen 2007, ISBN 978-3-88309-251-5.
- (mit Alexander Gantschow): Einführung in die Politische Theorie, Lit-Verlag, Berlin 2006.
- Leitbilder der Freiheit. Politische Bildung als Bürgerbildung, Wochenschau Verlag, Schwalbach/Ts. 2003.
- Hannah Arendt zur Einführung, Junius, Hamburg 1992 (Zugl.: Hamburg, Univ. der Bundeswehr, Diss., 1991); 4. Aufl., Hamburg 2011; niederländisch 2002.

## Festschrift
- Alexander Gantschow, Christian Meyer-Heidemann (Hg.): Bürgerbildung und Freiheitsordnung. Politische Bildung als republikorientierte Praxis, Wochenschau Verlag, Frankfurt am Main 2023, ISBN 978-3-7344-1537-1.